# جمال‌الأسبوع
جمال الأسبوع بکمال العمل المشروع، کتابی در ادعیه از سید بن طاووس.
این کتاب سید بن طاووس، در ۴۹ باب گردآوری شده، و دربارهٔ نمازها، اذکار و ادعیه‌ای است که شیعیان باید در روزها و شب‌های هفته، ماه و سال بخوانند. ۹ باب نخست کتاب دربارهٔ دعاهای روزهای هفته‌است. بیشتر مطالبی که در پی نه باب نخست می‌آید دربارهٔ روز جمعه و دعاهایی است که در این روز باید خواند.